# Hippalus (cráter)
Hippalus es el remanente de un cráter de impacto lunar situado en el borde oriental del Mare Humorum. Al sureste se halla el cráter Campanus, y al noroeste aparece el pequeño cráter inundado por la lava Loewy.
|  |

El borde suroeste de Hippalus ha desaparecido por completo, por lo que el cráter forma una bahía situada sobre el contorno del mar lunar. La parte del borde aún visible está desgastada y erosionada, formando una cordillera baja y circular. El suelo inundado de lava de Hippalus es dividido por una amplia grieta que lo atraviesa, perteneciente a las Rimae Hippalus. Este amplio cañón sigue un curso hacia el sur antes de curvarse suavemente al sudoeste, alcanzando una longitud total de 240 kilómetros. El suelo del cráter al este de las rimae es más accidentado que el de la mitad occidental.

## Cráteres satélite
Por convención estos elementos se identifican en mapas lunares colocando la letra en el lado del punto medio del cráter que está más cercano a Hippalus.
|          | \| Hippalus \| Coordenadas \| Diámetro \| \| -------- \| ------------------------------ \| -------- \| \| A \| 23°48′S 32°48′O / -23.8, -32.8 \| 8 km \| \| B \| 25°06′S 30°06′O / -25.1, -30.1 \| 5 km \| \| C \| 24°06′S 30°30′O / -24.1, -30.5 \| 4 km \| \| D \| 23°36′S 31°54′O / -23.6, -31.9 \| 24 km \| |          |
| Hippalus | Coordenadas | Diámetro |
| A        | 23°48′S 32°48′O / -23.8, -32.8 | 8 km     |
| B        | 25°06′S 30°06′O / -25.1, -30.1 | 5 km     |
| C        | 24°06′S 30°30′O / -24.1, -30.5 | 4 km     |
| D        | 23°36′S 31°54′O / -23.6, -31.9 | 24 km    |